# Jakob Anton Bucher
Jakob Anton Bucher, auch Toni Bucher (* 12. Juni 1927 in Hopfgarten im Brixental; † 7. Oktober 2012 in Wien), war ein österreichischer Maler.

## Leben
Nach dem Besuch der Volksschule absolvierte er bei Toni Kirchmayr in Innsbruck eine Lehre als Kirchen- und Dekorationsmaler. 1947 ging mit seinem Freund Ludwig Neuhauser nach Wien. Beide studierten bei den Professoren Sergius Pauser und Herbert Boeckl an der Akademie der bildenden Künste Wien. Bucher schloss sein Studium mit Diplom und dem Meisterklassen-Preis ab. Während seiner Studienzeit finanzierte er sein Leben mit zahlreichen Gelegenheitsarbeiten. Ab 1952 war Bucher freischaffender Künstler in Wien. Seinen Lebensunterhalt bestritt er teilweise durch das Kopieren von alten Meistern. Anfang der 1970er Jahre wurde er Mitglied des Wiener Künstlerhauses, dessen Vizepräsident er für zwei Jahre war.

## Ausstellungen

### Einzelausstellungen
- 1971 Wien, Österreichisches Museum für angewandte Kunst (Katalog mit Beitrag von Wilhelm Mrazek)
- 1974 Wien, Galerie Spectrum (Katalog mit Beitrag von Paul Meissner)
- 1977 Hopfgarten, Raiffeisenbank (Katalog mit Beitrag von Gert Ammann)
- 1978 Landeck, Galerie Elefant (Katalog mit eigenen Zitaten)
- 1981 Wien, Künstlerhaus (Katalog mit Beiträgen von Eva Badura-Triska und Peter Kodera)
- 1992 Wien, Galerie Marschalek: „Alles Vergängliche ist nur ein Gleichnis“
- 1996 Eisenstadt, Galerie 1990: „Landschaften“ (Katalog mit Beitrag von Renate Trnek)
- 2006 Purbach am Neusiedler See, Kulturzentrum
- 2010 Galerie Manzl Ainberger, Hopfgarten/Tirol
- 2012 Museum Kitzbühel

### Ausstellungsbeteiligungen
- 1955 Innsbruck, Tiroler Kunstpavillon: „Bucher, Hauser, Klima“
- 1966 Paris, Galerie La Case d’Art
- 1968 Wien, Künstlerhaus: „Bucher, Hauser, Klima. Malerei, Graphik, Plastik“
- 1969 Juvisy, 10. Salon International, "Paris-Sud"
- 1974 Wien, Künstlerhaus: „Dimensionen 1974“ (Katalog mit Beitrag von Wilhelm Mrazek)
- 1977 Zürich, Helmhaus: „Struktur Textur“ (Gesellschaft bildender Künstler Österreichs, Künstlerhaus)
- 1981 Wien, Österreichische Postsparkasse (Gemeinschaftsausstellung)
- 1983 Leipzig, Museum der bildenden Künste: Paul Meissner, Toni Bucher, Peter Kodera (Katalog mit Beitrag von Dieter Gleisberg)
- 1983 Berlin-Ost, Ausstellungszentrum am Fernsehturm: „Bildende Kunst aus Österreich“
- 1984 München, Galerie der Künstler: „36 Künstler aus Österreich – Künstlerhaus und Secession“
- 1985 Cagnes-Sur-Mer, Cháteau-Musée: «17e Festival international de la peinture»
- 1997 Wien, Künstlerhaus: „Sinnlicher Sommer. Salonausstellung ’97“
- 1999 Neukirchen/BRD, Kulturfabrik: „fair-bindungen. 99. Europäische Künstler im visuellen Dialog“

## Werke in Sammlungen

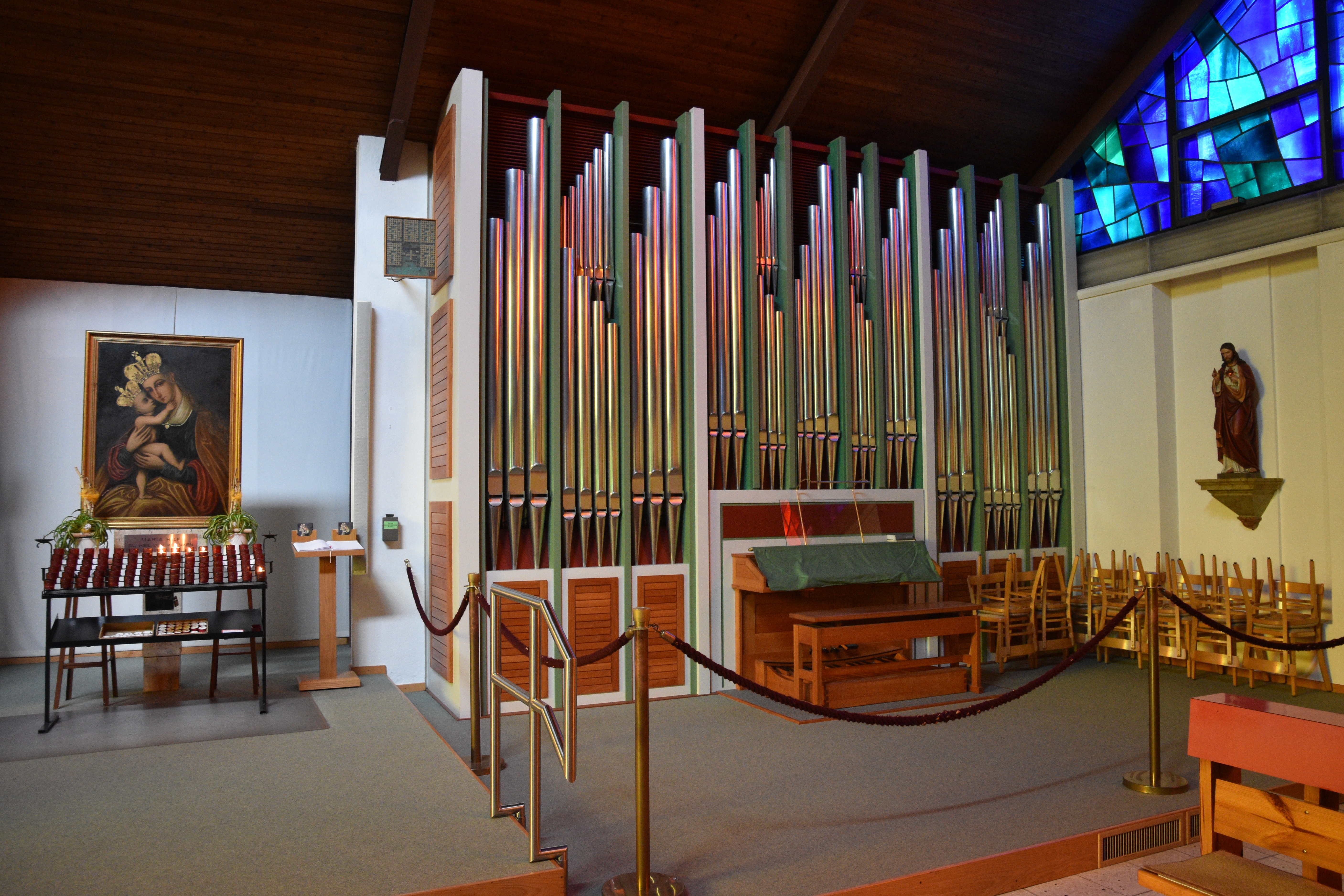
Marienkirche Bad Schönau

- Tiroler Landesmuseum Ferdinandeum, Innsbruck:
- Museum der bildenden Künste, Leipzig
- Bundesministerium für Unterricht und KunstBundesministerium für Finanzen, Wien
- Museum Moderner Kunst Stiftung Ludwig, Stadt Wien,
- Österreichische Postsparkasse, Wien
- Kopie des Mariahilfer Gnadenbildes zu Wien in der Marienkirche der Pfarrkirche Bad Schönau

## Bibliographie (Auswahl)
- Toni Bucher. Katalog Österreichisches Museum für angewandte Kunst, Wien 1971.
- Bucher. Katalog Galerie Spectrum, Wien 1975.
- Toni Bucher. Katalog Raiffeisenkasse Hopfgarten, Hopfgarten 1977.
- Toni Bucher – Malerei. Katalog Gesellschaft bildender Künstler Österreichs, Künstlerhaus, Wien 1981.
- Dieter Gleisberg, Paul Meissner, Toni Bucher, Peter Kodera. In: Meissner, Bucher, Kodera. Katalog Museum der bildenden Künste Leipzig, Wien 1983.
- Herbert Fuchs, Bucher, Jakob Anton (Toni). In: Die österreichischen Maler des 20. Jahrhunderts, Wien 1985, K 118, Abb. 154–156.
- Katalog Jakob Anton Bucher, Arbeiten von 1994–1996, Wien 1996.
- Katalog Jakob Anton Bucher, Landschaften 1976–1996, Wien 1996.
- mit Gert Ammann: Jakob Anton Bucher. Folio Verlag, Wien-Bozen 2010, ISBN 978-3-85256-526-2.